# ماوريتسيو زامباريني
ماوريزيو زامباريني (بالإيطالية: Maurizio Zamparini)‏ رجل أعمال إيطالي ومالك نادي باليرمو لكرة القدم.

## انظر ايضاً
- قائمة ملاك أندية كرة القدم الإيطالية